# 竹中藤右衛門

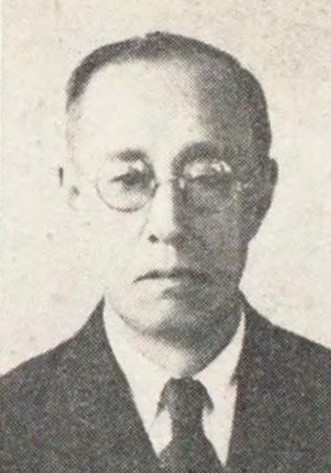
竹中藤右衛門

14代 竹中 藤右衛門（たけなか とうえもん、1877年（明治10年）12月26日 - 1965年（昭和40年）12月27日）は、明治から昭和期の建築設計・請負業者、実業家、政治家。竹中工務店社長、貴族院勅選議員。幼名・錬一。

## 経歴
愛知県愛知郡名古屋で12代・竹中藤五郎の二男として生まれる。生家は慶長15年（1610年）頃に初代・竹中藤兵衛正高が創始した神社仏閣の造営を担った棟梁であった。名古屋高等小学校を卒業し、19歳で大阪商業学校に入学。1895年（明治28年）夏に学校の商業実習で韓国に渡り1年間行商を経験した。
1899年（明治32年）神戸市小野浜の三井銀行倉庫工事の準備中に父藤五郎が急死したため、兄曻太郎が13代藤五郎となり、錬一（藤右衛門）が工事責任者となり、同年2月16日に竹中藤五郎神戸支店を開設した。
1909年（明治42年）、竹中は個人営業から合名会社に組織を変更し、同年5月16日、竹中工務店を設立して、本店を神戸に支店を名古屋に置いた。同年、錬一は14代藤右衛門を襲名した。
フラー建築が施工した1920年（大正9年）着工の丸ノ内ビルヂング工事の影響により建設業界でアメリカの経営方式への関心が高まり、藤右衛門は同年4月に大林組一行と共に欧米視察に出発した。同年11月に帰国して経営の近代化に尽力した。
1937年（昭和12年）竹中工務店は株式会社組織に変更し同社長となり、1945年（昭和20年）長男竹中錬一が社長に就任して同会長となり、のち相談役となる。その他、海外土木興業取締役会長、土木建築扶助会理事長などを務めた。
1946年（昭和21年）6月19日、貴族院勅選議員に任じられ、同和会に属して活動し1947年（昭和22年）5月2日の貴族院廃止まで在任した。1948年（昭和23年）、竹中工務店に関する融資問題で衆議院不当財産取引調査特別委員会に証人喚問された。
その他、建築業協会理事長、日本土木建築請負業者連合会会長などを務めた。

## 栄典
- 藍綬褒章（1955年）[3]

## 著作
- 『私の思い出』全国建設業協会、1962年。
- 第十四世竹中藤右衛門叙事伝編纂委員会編『第十四世竹中藤右衛門叙事伝』竹中工務店、1968年。

## 親族
- 竹中正高 - 初代竹中藤兵衛。1610年に竹中工務店を創業。

　　│
- 竹中藤右衛門 - 1833年 - 1908年。
- 妻:
  - 竹中藤五郎 - 1851年生。12代竹中藤五郎（1899年まで）。三井銀行倉庫建設に着手。
  - 妻: 伊藤三津 - 伊藤久右衛門の二女。
    - 竹中昇太郎 - 13代竹中藤五郎（1899年 - 1937年）。1899年、竹中工務店神戸支店を開設し創業1年とする。
    - 妻: 櫛田米 - 櫛田藤助の長女。
      - 竹中泰弘 - 1920年生。竹中工務店監査役。
      - 妻: 加藤英子 - 加藤義重の二女
        - 竹中順一郎 - 1950年生。
        - 竹中敏郎 - 1956年生。竹中工務店。
        - 竹中美恵

      - 竹中繁子 - 1907年生。
      - 竹中豊子 - 1908年生。
      - 竹中礼子 - 1915年生。金山三郎の妻。

    - 妻: 奥本晴子 - 1896年生。奥本喜助の妹。
    - 竹中練一 - 1878年生。14代竹中藤右衛門。竹中工務店社長（1937年 - 1945年）、会長。
    - 妻: 中尾近子 - 愛知銀行取締役鈴木信吉の義姉妹。
      - 竹中錬一 - 1911年生 。竹中工務店社長（1945年 - 1977年）。
      - 妻：米内和子 - 内閣総理大臣米内光政の三女。
        - 竹中統一 - 1942年生。竹中工務店社長（1980年 - 2013年）。
        - 妻：黒田禮子 - コクヨ会長黒田暲之助の二女。
          - 竹中勇一郎
          - 竹中敦子
          - 竹中宏子

      - 竹中宏平 - 1915年生。竹中工務店社長（1977年）。
      - 妻: 北野りゅう子 - スタンレー電気会長北野隆春の三女。
        - 竹中康一 - 1950年生。竹中土木社長（1999年 - 2022年）。
        - 妻: 吉田まゆみ - ライオン常務吉田羊一の長女。
          - 竹中祥悟 - 竹中土木社長（2022年 - 2023年現在）。
          - 竹中亮介

        - 竹中祐二 - 竹中工務店、オフコ常務。
        - 妻: 竹下公子 内閣総理大臣竹下登の三女。政治家金丸信の息子の義母。
        - 竹中可奈子 - 光商工社長村田龍二の妻。

      - 竹中婦美 - 中央信託銀行会長白根清香の妻。
      - 竹中喜美 - チェースナショナルバンクの槙武彦の妻。
      - 竹中寿美 - 駐カナダ特命全権大使近藤晋一の妻。